# Gare d'Okayama
La gare d'Okayama (岡山駅, Okayama-eki) est une gare ferroviaire de la ville d'Okayama au Japon. Elle est exploitée par la compagnie JR West.
La gare d'Okayama est un carrefour ferroviaire où se croisent les lignes de la région de Chūgoku et la ligne Shinkansen Sanyō. Les trains pour Shikoku partent de cette gare. Le tramway d'Okayama dessert également la gare.

## Situation ferroviaire
La gare d'Okayama est située au point kilométrique (PK) 160,9 de la ligne Shinkansen Sanyō et au PK 143,4 de la ligne principale Sanyō. Elle marque le début des lignes Uno, Tsuyama et Kibi.

## Histoire
La gare a été inaugurée le 18 mars 1891.

## Service des voyageurs

### Accueil
La gare dispose d'un bâtiment voyageurs ouvert tous les jours, avec des guichets et des automates pour l'achat de titres de transport.

### Desserte
- Ligne principale Sanyō :

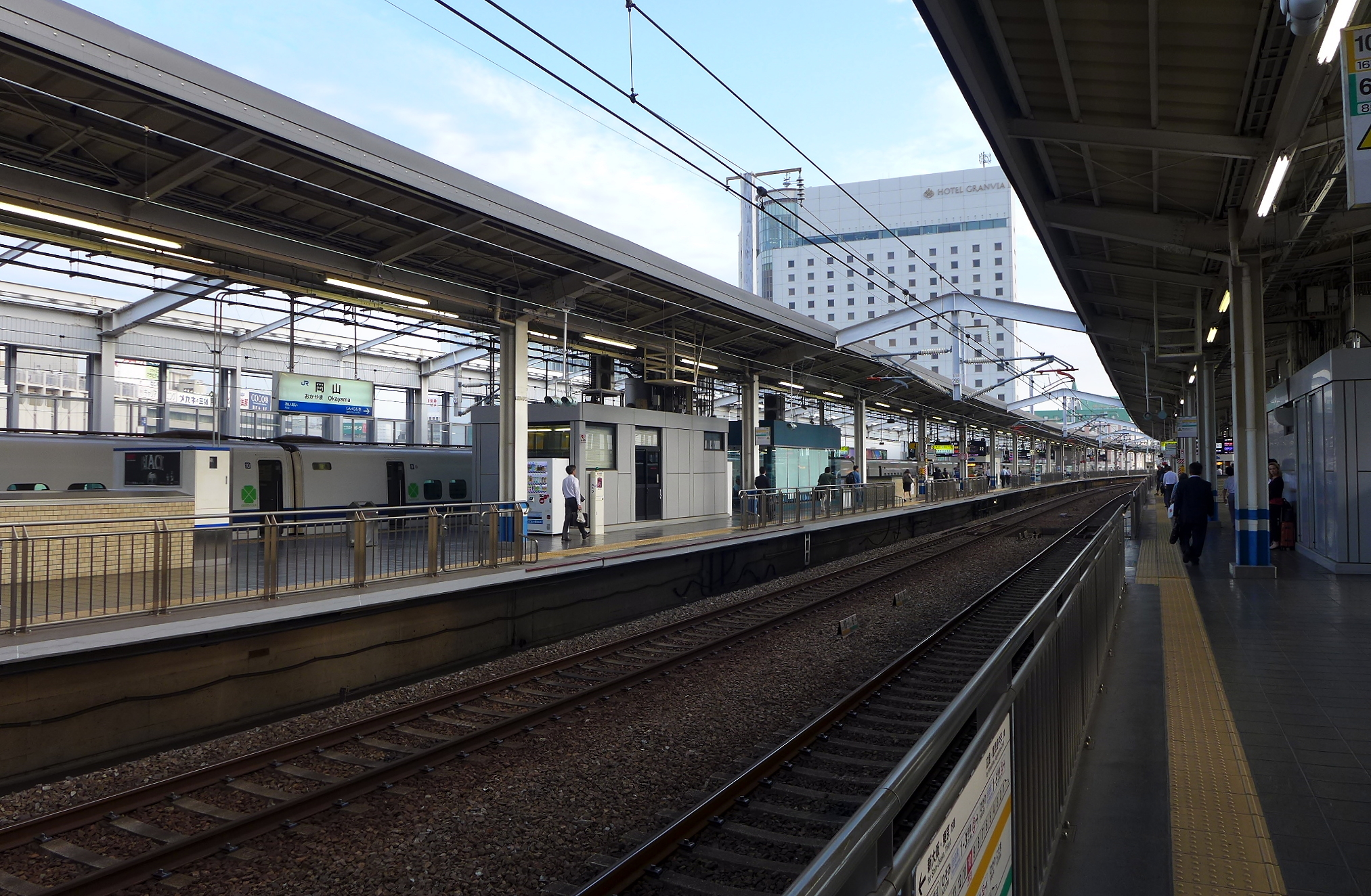
Vue des quais Shinkansen

  - voies 1 et 2 : direction Fukuyama
  - voies 3 et 4 : direction Himeji
- Ligne Hakubi : 
  - voies 1 et 2 : direction Yonago et Matsue
- Ligne Akō :
  - voies 3 et 4 : direction Banshū-Akō
- Ligne Uno :
  - voies 5 et 7 : direction Chayamachi et Uno
- Ligne Seto-Ōhashi :
  - voies 5 à 8 : Takamatsu, Matsuyama et Kōchi
- Ligne Tsuyama :
  - voie 9 : direction Tsuyama
- Ligne Kibi :
  - voie 10 : direction Sōja
- Ligne Shinkansen Sanyō :
  - voies 21 et 22 : direction Hakata
  - voies 23 et 24 : direction Shin-Osaka

### Intermodalité
Le terminus Okayama-ekimae du tramway d'Okayama est situé en face de la gare.